# Peter Franz Biancone
Peter Franz Biancone (* 14. Juni 1797 in Hamburg; † 18. Oktober 1874 ebenda) war ein deutscher Kaufmann und Reeder.

## Leben
Peter Franz Biancone war Sohn des aus Italien stammenden und um 1790 nach Hamburg gekommenen Kaufmanns Franz Anton Joseph W. Biancone. Er legte im Dezember 1828 den Hamburger Bürgereid ab. 
Gemeinsam mit seinem Vetter und späteren Senator G. H. Büsch trat Biancone am 1. Januar 1830 als Teilhaber in das kaufmännische Geschäft seines Vaters ein, das dieser seit 1793 mit Siegmund Lohmann unter der Firma Biancone & Lohmann in Hamburg betrieb. Die Firma wurde in Biancone & Co. umbenannt und ab Januar 1836 waren Biancone und Büsch alleinige Geschäftsinhaber. Zunächst betrieb man Handel mit Kaffee und Kolonialwaren, später wurde die Firma auch als Reederei mit sechs Segelschiffen tätig. Die Bark New York transportierte 1844/45 auf drei Fahrten Auswanderer nach New York. Im Jahr 1856 trat Rudolph Klée in das Geschäft ein, das fortan als Biancone, Büsch & Co. und nach dem Tod von Büsch 1860 als Biancone, Klée & Co. firmierte. Anfang der 1860er Jahre wurde das Reedereigeschäft wieder aufgegeben und Import von Massengütern betrieben. Biancone trat am 31. Dezember 1872 aus der Firma aus.
Zusammen mit seinem Freund Theodor Dill war Biancone 1842 beim Hamburger Brand an der Rettung der Neuen Börse beteiligt.
Er war als überzeugter Freihändler Vorstandsmitglied des Vereins für Handelsfreiheit und hatte den Vorsitz in der 1848 gebildeten Reedereikommission. Gemeinsam mit einer Gruppe von Mitgliedern um Adolph Godeffroy trat Biancone 1849 aus dem Verein aus, da ihnen die Bemühungen um den Freihandel nicht ausreichend erschienen. 1854 gehörte er jedoch wieder dem Vereinsvorstand an.

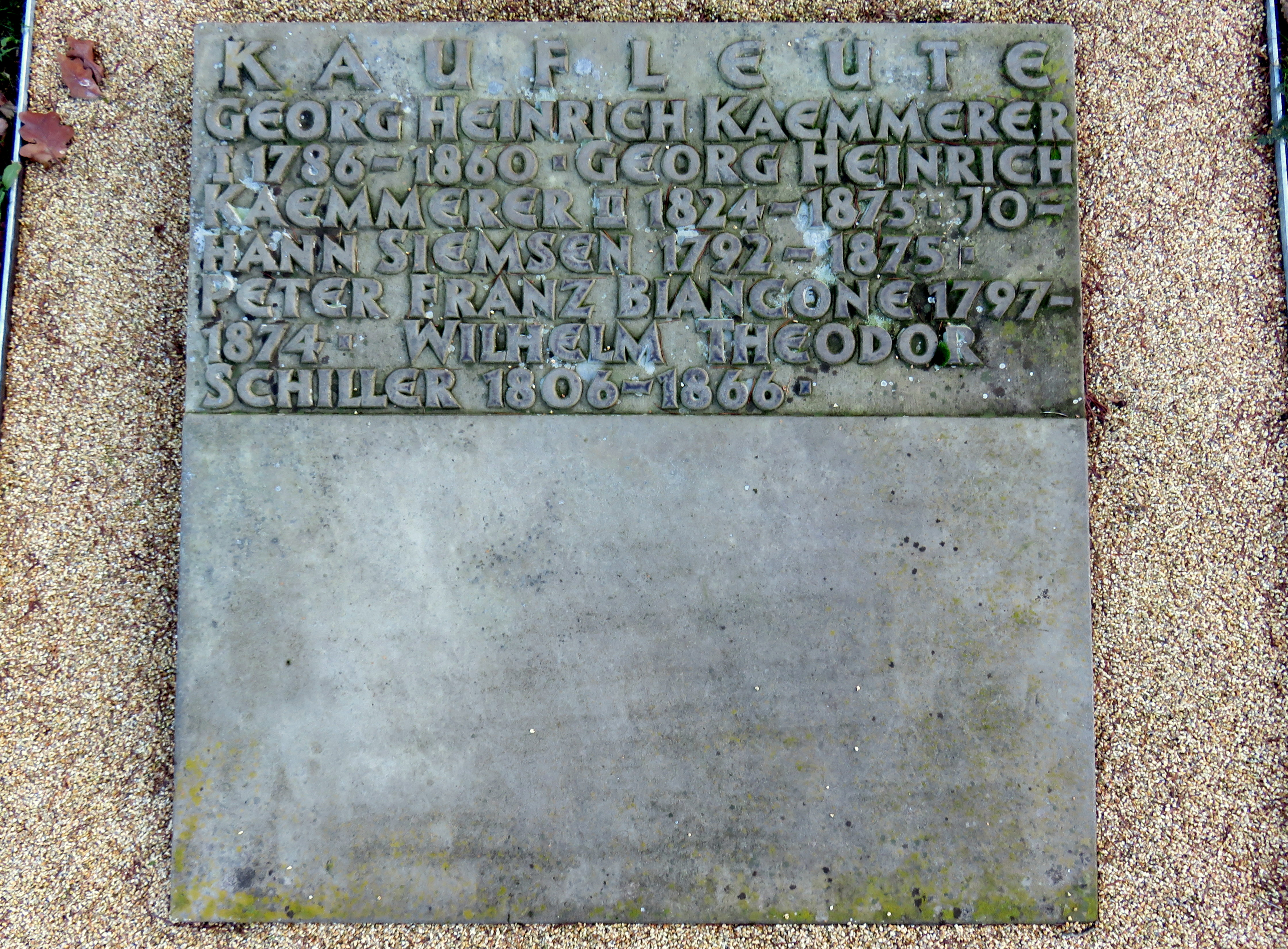
Peter Franz Biancone, Sammelgrab Kaufleute (II b), Friedhof Ohlsdorf

Biancone wurde am 22. Februar 1851 auf Vorschlag des Ehrbaren Kaufmanns in die Commerzdeputation in Hamburg gewählt. Er gehörte von 1851 bis 1858 der Maklerordnung an und war Mitglied der Zoll- und Akzisedeputation (1851–1853), der Kommission für Maße und Gewichte (1852–1854), der Schifffahrts- und Hafendeputation (1852–1856) sowie der Bankdeputation (1856–1857). Biancone war 1857 Präses der Commerzdeputation. Er gehörte der Commerzdeputation bis 1858 an und war ab 27. September 1859 Altadjungierter. 1862 und 1863 wurde er von der Kaufmannschaft in die Verwaltung der Seemannskasse entsandt.
Biancone gehörte von 1859 bis 1863 der Hamburgischen Bürgerschaft an.
Von 1845 bis zu seinem Tod war Biancone Vorsteher der römisch-katholischen Gemeinde.
An Peter Franz Biancone wird auf der Sammelgrabplatte Kaufleute (II b) des Althamburgischen Gedächtnisfriedhofs, Friedhof Ohlsdorf, erinnert.